# Carl Hårleman

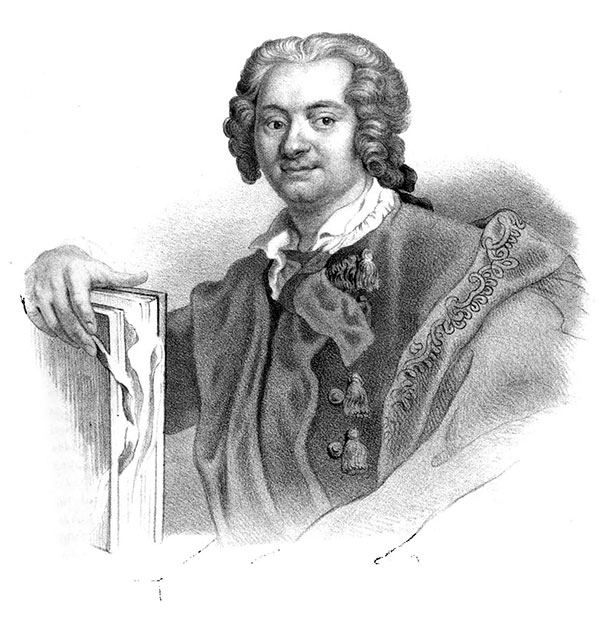
Carl Hårleman.

Carl Hårleman (27 de agosto de 1700-9 de febrero de 1753) fue un arquitecto sueco del siglo XVII. Fue nombrado académico de la Real Academia de las Ciencias de Suecia en 1747.
Hårleman nació en Estocolmo, hijo del también arquitecto Johan Hårleman, que había diseñado los jardines reales del Palacio de Drottningholm y del Palacio de Steninge, y comenzó su formación en arquitectura bajo la tutela de G. J. Adelcrantz. Después de recibir una beca, abandonó Suecia para estudiar en el extranjero en 1721, en primer lugar París, donde pasó cuatro años como estudiante en la Real Academia de Arquitectura de Francia y la Academia Francesa de Arte, más tarde a Italia.
Tras el fallecimiento de Nicodemus Tessin el Joven, Hårleman terminó las obras del Palacio Real de Estocolmo. Asimismo, restauró la catedral de Upsala y parte del castillo de Upsala, ambos dañados por el incendio de 1702.
Construyó también el konsistoriehuset y el invernadero para el Jardín botánico de Linneo en Upsala.